# Knotiger Walzenseestern
Der Knotige Walzenseestern (Protoreaster nodosus) ist ein sehr großer, 40 Zentimeter im Durchmesser erreichender Seestern. Er lebt an den Küsten des tropischen Indopazifik von Ostafrika und Madagaskar über Sri Lanka und Indonesien bis zum tropischen, nördlichen Australien, an den Inselküsten des südlichen Pazifik und nördlich bis Japan.

## Merkmale
Der Knotige Walzenseestern ist stark gepanzert, seine kurzen, kräftigen Arme laufen konisch zu und sind vorn abgerundet. Seine Farbe ist meist weißlich, cremefarben, orange oder rot, seltener kommen auch gelbe und blaue Farbtöne vor. Auf der hochrückigen Körperoberseite und den Armen befinden sich kurze, kräftige, dunkle Stacheln. 

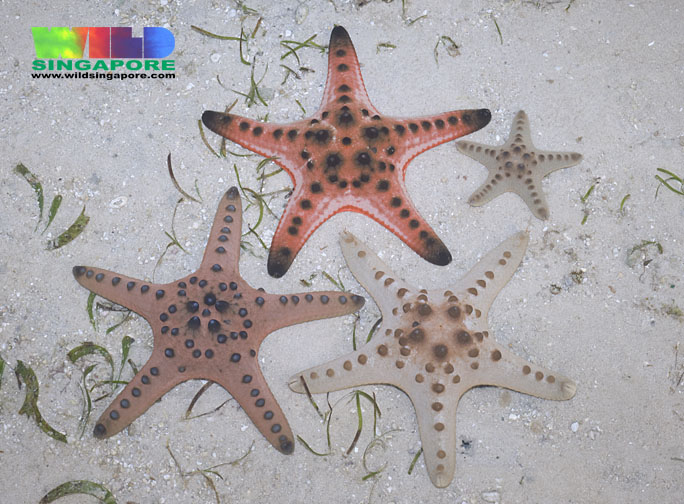
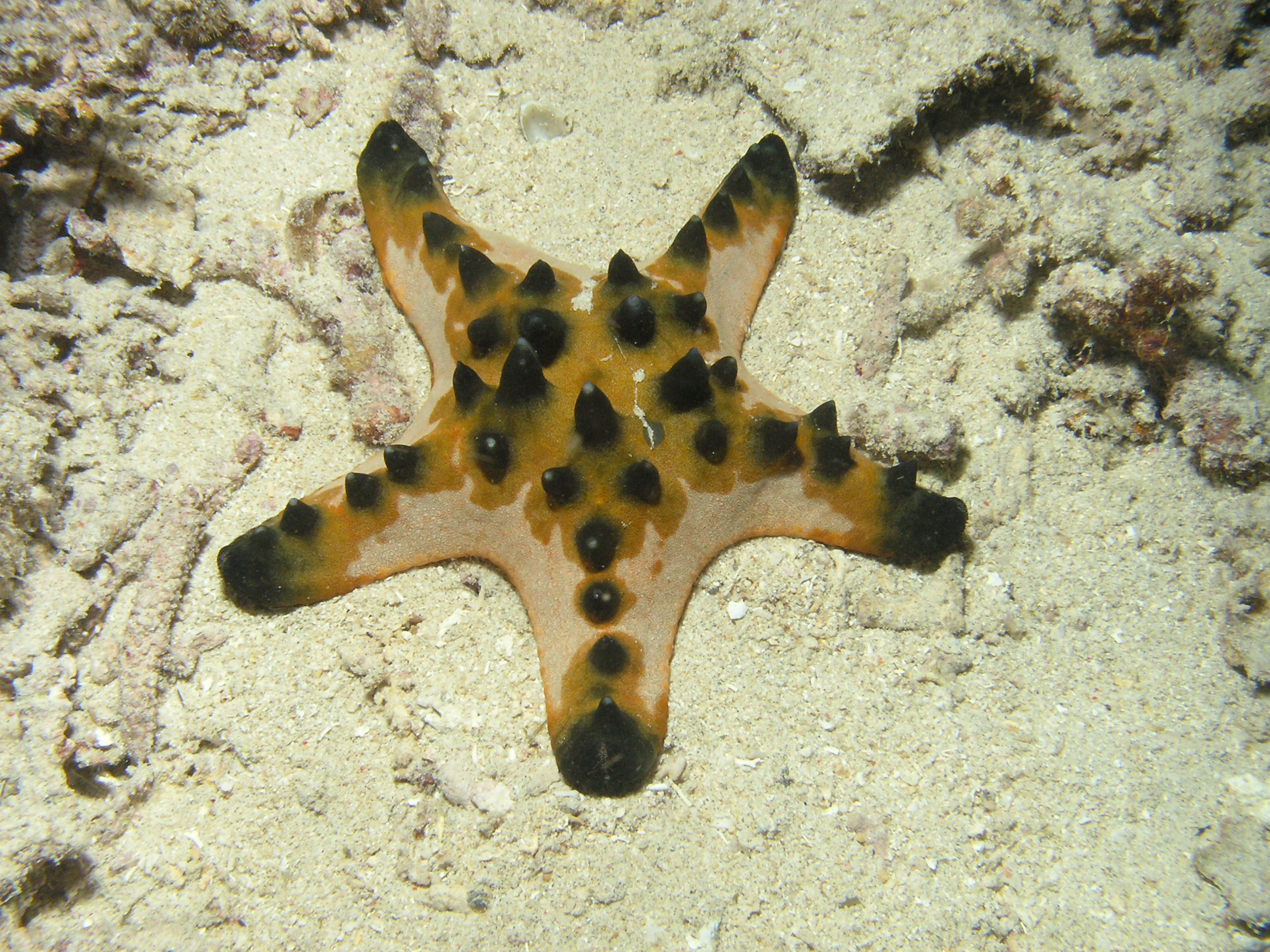
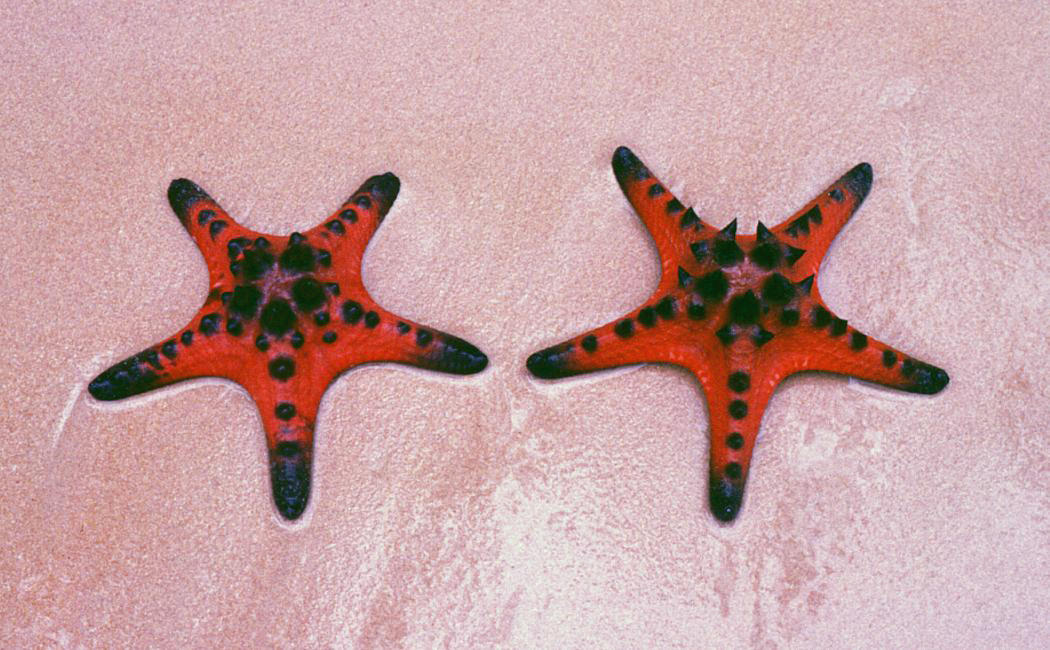
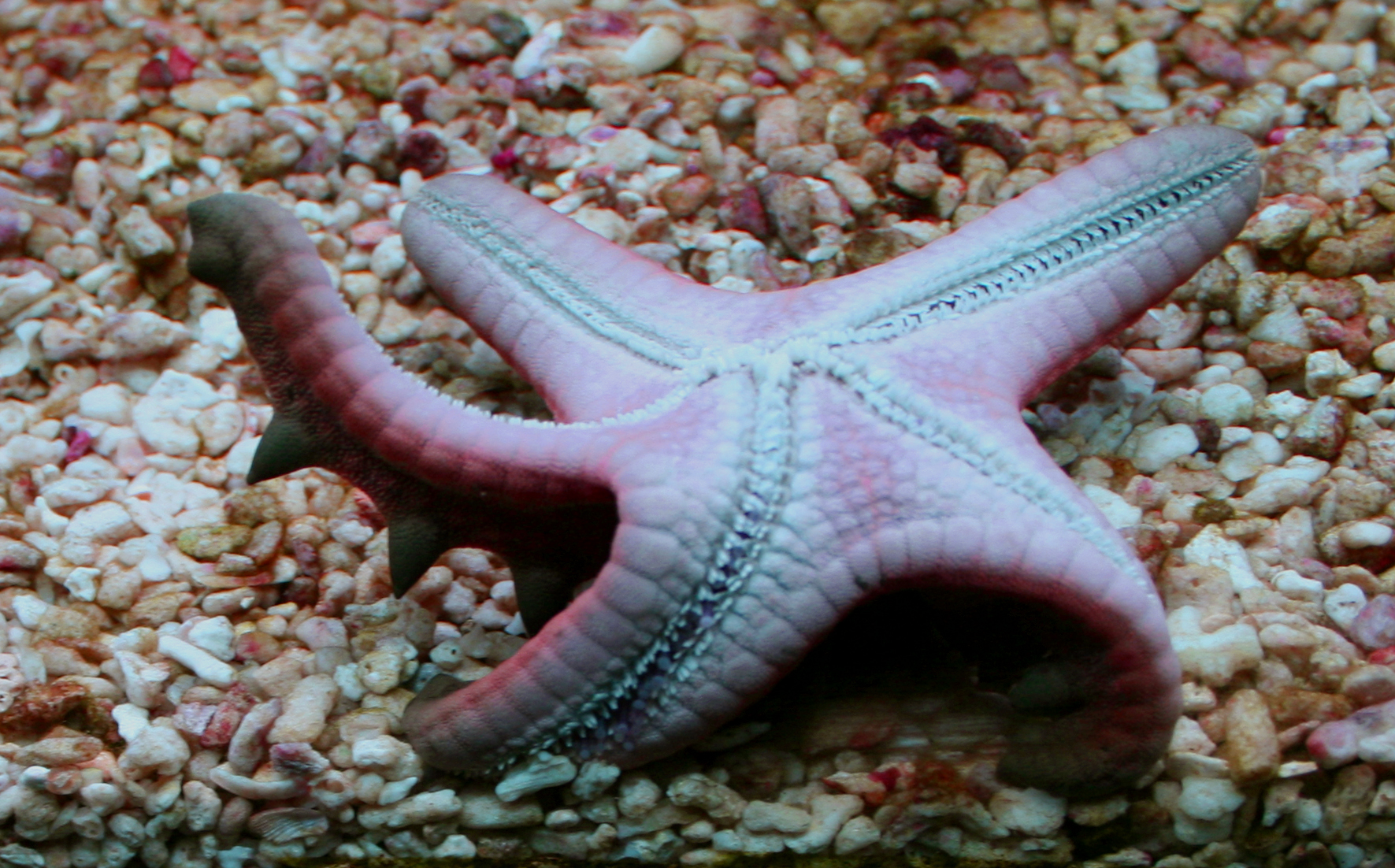

## Lebensweise
Knotige Walzenseesterne leben auf sandigen oder schlammigen Böden in Tiefen von 3 bis 20 Metern. Sie ernähren sich carnivor vor allem von Muscheln und Schnecken, gehen aber auch an Schwämme, Weichkorallen, Moostierchen, Röhrenwürmer und andere bodenbewohnende wirbellose Organismen. Ihre Nahrung verdauen sie außerhalb des Körpers in ihrem ausgestülpten Magen.
Da sie selbst tot sehr dekorativ aussehen, werden sie oft gesammelt, getrocknet und an Touristen verkauft.

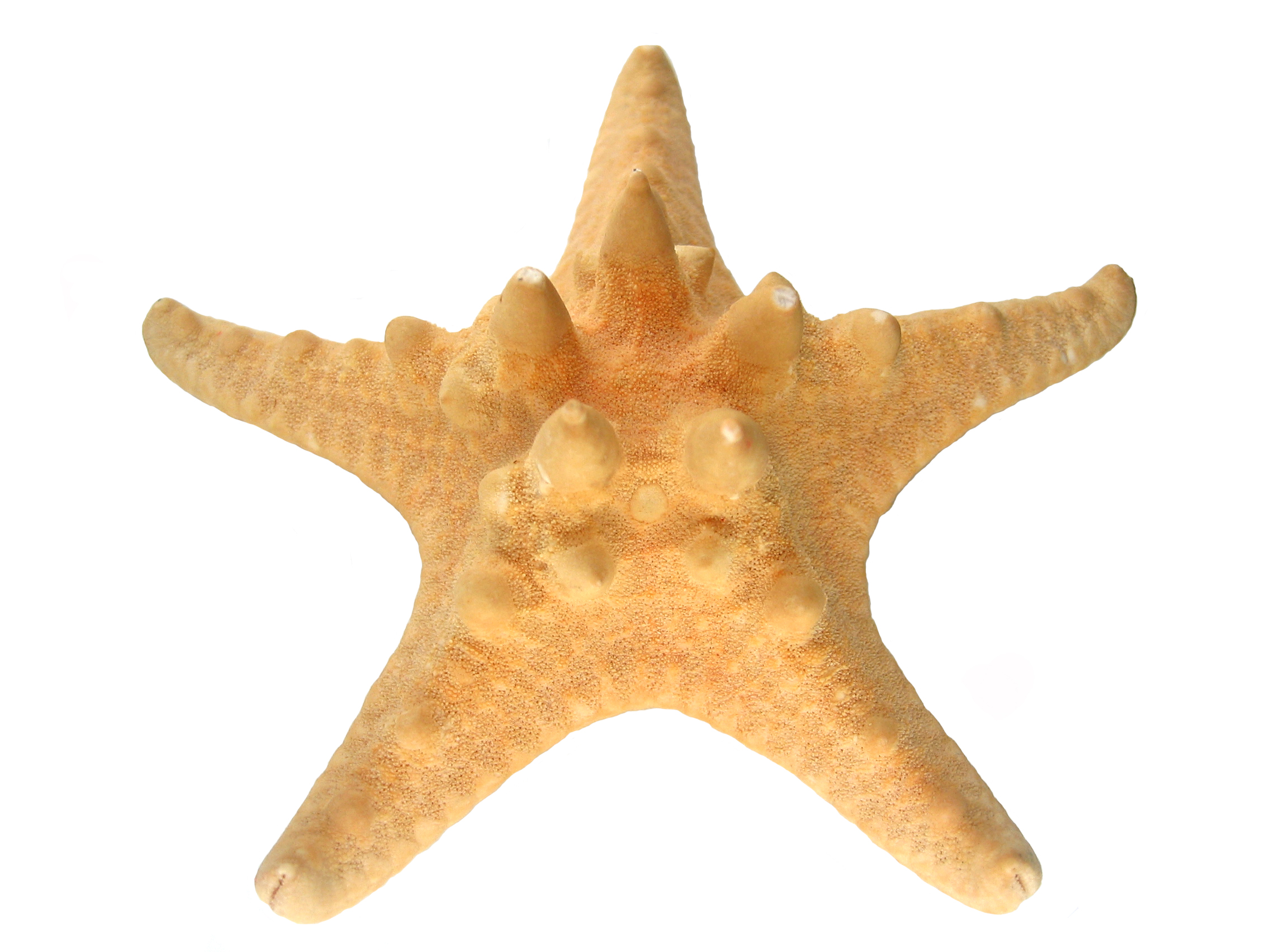
Getrocknet.